# 권관항
권관항은 경기도 평택시 현덕면 권관리에 있던 어항이다. 선착장 80m, 물양장 40m 규모로 1986년 2월 25일 지방어항으로 지정되었으나, 평택항 항만 구역내로 편입되어 2003년 4월 11일 지방어항 지정이 해제되었다.